# Toute la ville en parle
Pour plus de détails, voir Fiche technique et Distribution.
Toute la ville en parle (The Whole Town's Talking) est un film américain réalisé par John Ford, sorti en 1935.

## Synopsis
Arthur Ferguson Jones est un comptable modèle, qui mène une vie monotone, seulement éclairée par la présence au bureau de sa collègue Wilhelmina Clark, qu'il aime en secret. Mais le jour où "Killer" Mannion, l'ennemi public, s'évade de prison, cette existence morne va changer du tout au tout. Tout simplement parce que Jones est le parfait sosie de Mannion.

## Fiche technique
- Titre : Toute la ville en parle
- Titre original : The Whole Town's Talking
- Réalisation : John Ford
- Scénario : Robert Riskin et Jo Swerling d'après l'histoire Jail Breaker de W. R. Burnett
- Production : John Ford
- Studio de production : Columbia Pictures
- Musique : Mischa Bakaleinikoff et Louis Silvers
- Photographie : Joseph H. August
- Montage : Viola Lawrence
- Pays de production : États-Unis
- Format : Noir et blanc - Son : Mono (Western Electric Noiseless Recording)
- Genre : Comédie policière, comédie dramatique
- Durée : 93 minutes
- Date de sortie : 
  - États-Unis : 21 février 1935[1]

## Distribution
- Edward G. Robinson (VF : Raymond Rognoni) : Arthur Ferguson 'Jonesy' Jones / 'Killer' Mannion
- Jean Arthur : Mlle Wilhelmina Clark
- Arthur Hohl : Sergent Michael Boyle
- Arthur Byron : M. Spencer
- Wallace Ford : M. Healy
- Donald Meek : M. Hoyt
- Paul Harvey : J. G. Carpenter
- Edward Brophy : Bugs Martin
- Etienne Girardot : Seaver
- James Donlan : Howe

Acteurs non crédités
- Lucille Ball : L'employée de banque
- Ed Brady : Trustee
- Jules Cowles : Un prisonnier
- Bernadene Hayes : Une serveuse
- Carol Holloway : Une cliente
- Robert Homans : Un détective
- Tom London : Un garde
- J. Farrell MacDonald : Le directeur de la prison
- Steve Pendleton : Un prisonnier
- Frank Sheridan : Russell
- Emmett Vogan : Un journaliste

## Autour du film
Les scènes de prison proviennent du film de la Columbia The Criminal Code.